# Câinenii Mici
Câinenii Mici – wieś w Rumunii, w okręgu Vâlcea, w gminie Câineni. W 2011 roku liczyła 657 mieszkańców.